# Alexandre-Charles Rousselin Corbeau de Saint-Albin
Pour l'écrivain catholique de la fin du XIXe siècle, voir Alexandre de Saint-Albin.
Alexandre-Charles Rousselin Corbeau de Saint-Albin (Paris, 11 mars 1772-Paris, 15 juin 1847) est un homme politique, journaliste et historien français.
Il a, durant la première partie de sa vie, joué un rôle politique de second plan, notamment comme secrétaire particulier de nombreux révolutionnaires tels Desmoulins, Danton, Roland, Bernardotte ou Barras.  Commissaire civil sous la Terreur, puis commissaire aux armées, il est temporairement emprisonné sous la Réaction thermidorienne avant d’être libéré après la chute de Robespierre. Sous le Consulat et l’Empire, il est écarté des affaires politiques et se consacre au journalisme. En 1815, il participe à la fondation de L’Indépendant, rapidement renommé Le Constitutionnel, où il demeure un rédacteur influent jusqu’en 1838. Cette seconde carrière lui accorde reconnaissance professionnelle et prospérité. Proche de Louis-Philippe, il refuse néanmoins toute fonction officielle sous la Monarchie de Juillet.

## Biographie

### Origine et formation
Alexandre-Charles Rousselin, plus tard connu sous le nom de Corbeau de Saint-Albin, naît à Paris, dans la paroisse de Saint-Médard. Il est le fils de François Rousselin, teinturier-dégraisseur originaire de Gancourt-Saint-Étienne, et de Nicole-Antoinette Marchand, blanchisseuse. Son père, longtemps séparé de son épouse, décède à Saint-Domingue en 1795. Sa mère obtient officiellement le divorce en décembre 1794 et épouse peu après Antoine-Pierre-Laurent-Anne de Corbeau de Saint-Albin, colonel d'artillerie (v. 1750-1813). Vers 1809, il devait être adopté par le comte toujours lié sentimentalement avec sa mère. D'autres sources en ont fait un fils naturel de Philippe Égalité ou encore le font naitre d'un colonel d'artillerie. Rousselin fait ses études au collège d'Harcourt à Paris, soutenu financièrement par le comte de Saint-Albin, où il côtoie Camille Desmoulins.

### Engagement révolutionnaire
À la Révolution, il embrasse les idées nouvelles, et s'attache à Danton et à Camille Desmoulins. Il complète son éducation politique dans le quartier des Cordeliers et assiste aux séances du club du même nom.
Au début de l’année 1790, il devient le secrétaire de Camille Desmoulins, puis, à partir de septembre 1791, celui de Georges Danton à son retour d'Angleterre. En 1792, il est secrétaire de la section des Quatre-Nations, future section de l’Unité. Il joue un rôle actif dans la chute des Girondins en avril 1793 en présentant une pétition à la Convention nationale pour l'expulsion de vingt-deux de leurs représentants.
À la suite des Journées du 31 mai et du 2 juin 1793, Rousselin est promu chef de division au ministère de l’Intérieur, prend en charge la coordination des signalements des espions de la police parisienne et dirige la Feuille du salut public, créée par le Comité de salut public en août 1793. Il est ensuite nommé secrétaire de Jean-Marie Roland de La Platière, puis de Paré, ministre de l'Intérieur. En octobre 1793, à seulement 21 ans, il est envoyé en mission à Provins pour effacer les symboles de la féodalité et destituer la municipalité. Sa conduite sur place est controversée, mais il est finalement justifié par les autorités révolutionnaires. Dans un compte rendu aux Jacobins (11 octobre 1793), une lettre de Pierre Dubouchet, représentant du peuple, l’accuse d’avoir effectué sa mission « avec une pompe asiatique, d’y avoir vécu comme des Sardanapales (…) et d’y avoir amené une fille avec lui pour ses menus-plaisirs ».
Il est nommé en novembre 1793 commissaire civil à Troyes avec une délégation du Comité de salut public. Son action repose sur une idéologie rousseauiste-républicaine, un programme radical caractérisé par l’anticléricalisme et l’inversion de l’ordre social. Il y ordonne l'arrestation des suspects, la fermeture des églises (la cathédrale de Troyes est transformée en temple de la raison) et impose une contribution forcée aux citoyens fortunés.
Pendant cette mission, le 5 décembre 1793, il fait saisir, par deux officiers de l'armée révolutionnaire, Fleury et Godan, à Bar-sur-Aube, au domicile du comte de la Motte-Valois, condamné dans le procès du collier de la Reine, trois chevaux qu'il emploie à son usage personnel, ainsi que des harnais et des armes. Ses actions suscitent de vives protestations, et il est jugé mais acquitté le 2 thermidor an II (20 juillet 1794).
En 1796, il obtient le poste de secrétaire général au département de la Seine avant d'être envoyé à l'armée comme réquisitionnaire aux états-majors de Hoche , de Chérin et de Bernadotte. Le 18 juin 1798, lorsque ce dernier entre au ministère, il le nomme secrétaire général de la Guerre. De 1797 à 1799, il entretient une liaison fougueuse avec la comédienne Julie Talma, qu'il rencontre chez Sophie de Condorcet. À la fin de l'année, il rentre à Paris et se lie plus étroitement à Barras dont il devient le secrétaire particulier, puis, après la mort de Hoche, réintègre l'état-major du général Chérin, puis celui de Bernadotte dans l'ouest des territoires allemands. A la nomination du général au ministère de la guerre en juillet 1799, il en fait son secrétaire général.

### Disgrâce sous le Consulat et l'Empire
À vingt-sept ans, le chapitre de sa carrière de secrétaire révolutionnaire et de haut fonctionnaire se referme définitivement. Il reste écarté de toute fonction publique notable jusqu’à la chute de Napoléon. Il n'abandonne pas pour autant des prétentions littéraires qui ne l'ont jamais quitté, commet quelques épigrammes et poèmes lyriques et livre sa Vie de Lazare Hoche. Opposé au coup d'État du 18 Brumaire, il est tenu à l’écart sous le Consulat et l'Empire disgrâce dans laquelle il suit Bernadotte, son ancien protecteur mais justifiée également par la liaison qu'il entretient avec Joséphine de Beauharnais en 1809 et peut-être même avant 1804.  Pour l'éloigner, Bonaparte le nomme consul à Damiette en 1804 ; mais il refuse et fait l’objet d’une surveillance policière accrue. Rousselin se rend à Lyon, où il échappe à la surveillance des ministères des Affaires étrangères et de la Police, avant de gagner la Provence. Par l'intermédiaire de Barras, qui lui confie sa correspondance, installé à Champsecret aux Forges de Varenne, il se lie d'amitié avec la marquise de Montpézat, parente de Barras, et épouse sa fille, Marie-Clémentine-Espérance Trémolet de Montpezat de Bucelly, le 27 juillet 1807. Leur union permet de légitimer leur fils, Marie-Philibert-Hortensius, né en 1805 à Lyon. En mai 1811, sa démission est acceptée. Exilé de Paris, il séjourne dix-huit mois en Normandie. Prétextant des problèmes de santé, il obtient en octobre 1812 l’autorisation de se rendre aux thermes d’Aix-les-Bains, mais rejoint Genève, où il retrouve d’autres exilés, dont ses amis Benjamin Constant et Madame de Staël. En 1813, son adoption est officialisée. Il est désormais Corbeau comte de Saint-Albin.

### Restauration et Monarchie de Juillet
Les relations étroites qu'il a entretenu avec Germaine de Staël et Benjamin Constant, lui permettent d'intégrer les cercles littéraires et journalistiques de son époque. Il compose des poèmes et livrets dont La France délivrée ou La Lyonnaise ou Charles Martel ou la Parisienne en 1815. Sous la Restauration, il devient un riche propriétaire et l’un des principaux actionnaires du Constitutionnel, dont il est directeur et l'un des rédacteurs les plus actifs jusqu'en 1838, engagé dans l'opposition aux élites restauratrices. Avec la fondation de L'Indépendant (1815) qui devait devenir Le Constitutionnel, il adopte définitivement le nom de Saint-Albin et se construit une image de noble libéral afin de dissocier son image de celle du Jacobin. Parallèlement, il entreprend la rédaction secrète des Mémoires de Barras. En 1821, il épouse en secondes noces Amélie Marc (née en 1801), fille du médecin du roi, qui lui donne deux enfants : Louis-Philippe (né en 1822), dont le parrain est le duc d'Orléans et Hortense-Josephine (née en 1824). Après la révolution de Juillet, il devient l'un des conseillers les plus écoutés de Louis-Philippe. Collectionneur passionné, il réunit une bibliothèque de soixante mille ouvrages et une importante collection d’autographes et de documents révolutionnaires. Il s’éteint des suites d'une longue maladie dans son hôtel de la rue Vieille-du-Temple, entouré de ses tableaux et gravures sur la Révolution, ainsi que d'un crâne conservé au formole qui aurait été celui de Charlotte Corday. Son fils Hortensius, député de la Sarthe de 1837 à 1849, hérite du titre de comte de Saint-Albin.

## Publications
- Correspondance originale des émigrés, ou les émigrés peints par eux-mêmes, Paris, Buisson, 1793, anonyme attribué par Quérard.
- Discours d'Alexandre Rousselin, auteur de la Pétition des sections de Paris contre les 22 députés fédéralistes, 1793.
- Rapport de la mission d'Alexandre Rousselin, commissaire civil national du Comité de Salut public, à Troyes, département de l'Aube, (Du 25 brumaire). Troyes, an III (1795), in-8.
- Discours d'Alexandre Rousselin, prononcé à la Société des Amis de la Déclaration des Droits de l'Homme et du Citoyen , dite Club des Cordeliers , séance du 4 germinal an II 24 mars 1794, in-8.
- Vie de Lazare Hoche, Paris, Buisson, 1797 - 1798, 2 volumes.
- Notice sur Chérin, Paris, 1799.
- Notice historique sur Marbot, général divisionnaire, 1799 puis 1800.
- Trois romances à deux voix avec accompagnement de piano Musique imprimée, Paris, Boieldieu Jeune, 1815.
- Championnet, général des armées de la République, Paris, Poulet-Malassis et de Broise , 1861 (posthume).
- Vie de Danton,
- Vie de Dugommier,
- Mémoires de Barras,
- Conjuration de Malet.